# 醛糖二酸
醛糖二酸是一種糖酸，醣酸是醣的末端羥基取代成羧酸，其化學式為HOOC-(CHOH)n-COOH。

## 合成
醛糖二酸的合成由醛糖和硝酸進行氧化還原反應。在這個反應中是一個開鏈(聚羥基醛)的糖合成反應。
醛糖二酸是一種醛糖，其中兩個羥基的末端碳原子和第一碳的醛基已被充分氧化成羧酸。(醛氧化為醛糖酸，末端羥基則氧化為糖醛酸。)醛糖二酸不能像未氧化的糖一樣形成環狀半縮醛，但有時可形成內酯。

## 結構
醣的命名是源自衍生他們的糖，例如:葡萄糖被氧化形成葡糖二酸還有木糖氧化形成木糖酸( xylaric acid)。
醛糖二酸有別於合成他的糖，其前後兩端碳鏈上都有一樣的官能基，所以不同的糖卻可以氧化合成一樣的醛糖二酸(可以利用費歇爾投影式理解和正常醛基的不同處，當醛糖的羥基團和醛基團互相調換位置時會產生不一樣的醛糖，但在醛糖二酸因為都是一樣的官能基所以如何翻轉都不受影響。)舉例來說:D-葡糖二酸和L-葡糖二酸為相同的化合物。都是因為建立在其糖酸的形式都有多掌性中心而無光學活性---這種情況下，糖和其對映異構物氧化產生相同的糖酸。舉例來說:D-半乳糖有四個掌性中心，但D-半乳糖酸和L-半乳糖酸有相反的掌性中心配置，但事實上卻是一樣的化合物，因此，半乳糖酸是非掌性無光學活性的內消旋化合物。同樣的，可以透過費歇爾投影式去理解，糖酸的碳從上翻轉下來，所有的碳都會換過去。
己二酸, HOOC-(CH2)4-COOH,不是醛糖二酸，雖然在結構上類似。事實上，六碳的醛糖酸可視為四羥基衍生的己二酸。